# 普雷 (蒙大拿州)
普雷（英語：Pray）是位於美國蒙大拿州帕克縣的普查規定居民點。

## 歷史
普雷的郵局自1909年營運至今。

## 人口
根據2020年美國人口普查的數據，普雷的面積為75.51平方千米，當中陸地面積為74.14平方千米，而水域面積為1.37平方千米。當地共有人口790人，而人口密度為每平方千米10.46人。